# Chris Lofton
Christopher Franklin Lofton (Maysville, Kentucky, Estats Units, 27 de març de 1986) és un jugador de bàsquet. Amb 1.88 metres d'altura, juga a la posició d'escorta.

## Trajectòria
Nascut en una petita població de menys de 9.000 habitants anomenada Maysville, en l'Estat nord-americà de Kentucky, va liderar en la seva adolescència al seu institut al campionat de l'Estat i va ser reclutat per a la Universitat de Tennessee on el va entrenar, Buzz Peterson que fos company de Jordan a North Carolina l'any que van aconseguir el títol de la NCAA.
En la seva etapa universitària ja va deixar entreveure la seva gran qualitat i la seva excel·lència en el llançament exterior aconseguint el rècord de triples d'un jugador de Tennessee en un partit, amb 9 triples, contra la Universitat de Geòrgia i sent nomenat per al segon millor quintet de l'All American durant dues campanyes. En la temporada 2006-2007 va portar el seu equip al Sweet 16 de la Ncaa i va ser nomenat millor jugador de la Conferència Sud-est per l'agència Associated Press.
Quan tot el món pensava que es declararia elegible per al draft d'aquest any Lofton va decidir disputar la seva temporada Senior a la seva Universitat i va realitzar una grandíssima campanya en la qual va tornar a disputar els vuitens de final amb Tennessee i en la qual supero diversos registres estadístics de llançaments de tres punts. D'una banda es va convertir en el jugador que més triples havia anotat a la Universitat de Tennessee superant al grandíssim llançador Allan Houston i d'altra banda va superar també el rècord de triples anotats per un jugador en la seva carrera universitària de tota la conferència sud-est superant folgadament Pat Bradley.
Durant aquella temporada, la 2007-2008, li va ser diagnosticat un càncer de testicle que va mantenir en secret durant bona part de l'any. Després de tractar-se amb quimioteràpia i cirurgia va aconseguir curar-se. Malgrat disputar la lliga d'estiu amb els Denver Nuggets va decidir anar-se'n a Turquia a completar la seva formació i actualment és el tercer màxim anotador de la competició, amb 20 punts per partit. Abans de realitzar aquesta gran marca, ja havia realitzat un encontre en el qual va aconseguir 13 triples de 20 intents en la victòria davant del Fenerbahçe Ülkerspor.
17 triples en un mateix partit. Aquesta és la històrica marca que va aconseguir l'escorta nord-americà del Mersin Bbb de la lliga turca, Chris Lofton, en l'encontre disputat de la 28è jornada de la lliga turca (Tbl) entre el seu equip i el cuer de la competició, el Casa Ted Kolejliler. Només necessità 22 llançaments pel que va aconseguir un espectacular 77,3%en triples en un enfrontament que els espectadors i el protagonista tardaran molt temps a oblidar. Per completar el seu gran partit se'n va anar fins als 61 punts amb 4 de 6 en trets de 2, 2 de 2 en tirs lliures, 4 assistències, 6 robatoris de pilota i 3 rebots.
Després de la seva estada en la lliga turca, en la temporada 2009/10 va ser fitxat pel Caixa Laboral Baskonia, un dels principals equips d'Acb. La seva estada es va reduir a dos mesos i la seva aportació en l'equip vitorià va ser escassa, per la seva falta d'entesa amb l'entrenador de l'equip, Dusko Ivanovic. Després de rescindir el seu contracte amb l'equip basc, va ser fitxat per l'Asefa Estudiantes, també de lliga Acb, el 29 de desembre de 2009. En aquest equip ha aconseguit recentment ser designat Mvp de la jornada 18 amb 25 punts i 28 de valoració.